# Concepción la Venta
Concepción la Venta är en ort i kommunen San José del Rincón i delstaten Mexiko i Mexiko. Samhället hade 1 098 invånare vid folkräkningen 2020.